# سم پنکیک
سم پنکیک (انگلیسی: Sam Pancake؛ زادهٔ) هنرپیشه، و بازیگر تلویزیون اهل ایالات متحده آمریکا است.
از فیلم‌ها یا برنامه‌های تلویزیونی که وی در آن نقش داشته است می‌توان به مگر آنکه از روی جنازه‌اش رد شوی، بورلی هیلز چی‌واوا ۳: زنده‌باد جشن، بسیار شبیه عشق، دامپلین، خط صورتی نازک، بری ماندی، برنده یک قرار با تاد همیلتون!، سقوط کردن و ایستگاه فضایی ۷۶ اشاره کرد.